# 26회 농심 신라면배 세계바둑 최강전
26회 농심 신라면배 세계바둑 최강전은 농심 신라면배 세계바둑 최강전의 26번째 토너먼트 대회이다. 대한민국과 중국, 일본의 연승 대항전으로, 대면 대국으로 진행한다.  

## 대회 일정
| 구분             | 일정                               | 장소                                |
| ---------------- | ---------------------------------- | ----------------------------------- |
| 개막식           | 2024년 9월 4일                     | 중국 지린성 연변조선족자치주 옌지시 |
| 1차전            | 2024년 9월 5일 ~ 2024년 9월 8일    | 중국 지린성 연변조선족자치주 옌지시 |
| 2차전            | 2024년 11월 30일 ~ 2024년 12월 4일 | 대한민국 부산광역시 농심호텔        |
| 3차전            | 2025년 2월 17일 ~ 2025년 2월 21일  | 중국 상하이시 그랜드센트럴호텔      |
| 시상식 및 폐막식 | 2025년 2월                         | 중국 상하이시 그랜드센트럴호텔      |

## 팀 및 참가 기사 명단
| 팀       | 참가 기사          | 참가 기사        | 참가 기사     | 참가 기사            | 참가 기사       |
| -------- | ------------------ | ---------------- | ------------- | -------------------- | --------------- |
| 중국     | 커제 九단          | 판팅위 九단      | 셰얼하오 九단 | 리쉬안하오 九단      | 딩하오 九단     |
| 일본     | 히로세 유이치 七단 | 이야마 유타 九단 | 쉬자위안 九단 | 시바노 도라마루 九단 | 이치리키 료九단 |
| 대한민국 | 설현준 九단        | 김명훈 九단      | 신민준 九단   | 박정환 九단          | 신진서 九단     |

## 대국 결과
| 대국 | 연도   | 대국일자  | 차전  | 장소                                | 승자                 | 패자                 | 결과             | 기보 |
| ---- | ------ | --------- | ----- | ----------------------------------- | -------------------- | -------------------- | ---------------- | ---- |
| 1    | 2024년 | 9월 5일   | 1차전 | 중국 옌지 이도백하 농심 백산수 공장 | 커제 九단            | 설현준 九단          | 304수 흑 반집승  |      |
| 2    | 2024년 | 9월 6일   | 1차전 | 중국 옌지 이도백하 농심 백산수 공장 | 커제 九단            | 히로세 유이치 七단   | 126수 백 불계승  |      |
| 3    | 2024년 | 9월 7일   | 1차전 | 중국 옌지 이도백하 농심 백산수 공장 | 김명훈 九단          | 커제 九단            | 167수 흑 시간승  |      |
| 4    | 2024년 | 9월 8일   | 1차전 | 중국 옌지 이도백하 농심 백산수 공장 | 김명훈 九단          | 이야마 유타 九단     | 188수 백 불계승  |      |
| 5    | 2024년 | 11월 30일 | 2차전 | 부산 농심호텔                       | 김명훈 九단          | 판팅위 九단          | 208수 백 불계승  |      |
| 6    | 2024년 | 12월 1일  | 2차전 | 부산 농심호텔                       | 김명훈 九단          | 쉬자위안 九단        | 175수 흑 불계승  |      |
| 7    | 2024년 | 12월 2일  | 2차전 | 부산 농심호텔                       | 셰얼하오 九단        | 김명훈 九단          | 273수 흑 1집반승 |      |
| 8    | 2024년 | 12월 3일  | 2차전 | 부산 농심호텔                       | 셰얼하오 九단        | 이치리키 료 九단     | 143수 흑 불계승  |      |
| 9    | 2024년 | 12월 4일  | 2차전 | 부산 농심호텔                       | 셰얼하오 九단        | 신민준 九단          | 323수 흑 1집반승 |      |
| 10   | 2025년 | 2월 17일  | 3차전 | 중국 상하이                         | 시바노 도라마루 九단 | 셰얼하오 九단        | 205수 흑 불계승  |      |
| 11   | 2025년 | 2월 18일  | 3차전 | 중국 상하이                         | 박정환 九단          | 시바노 도라마루 九단 | 160수 백 불계승  |      |
| 12   | 2025년 | 2월 19일  | 3차전 | 중국 상하이                         | 리쉬안하오 九단      | 박정환 九단          | 252수 백 불계승  |      |
| 13   | 2025년 | 2월 20일  | 3차전 | 중국 상하이                         | 신진서 九단          | 리쉬안하오 九단      | 168수 백 불계승  |      |
| 14   | 2025년 | 2월 21일  | 3차전 | 중국 상하이                         | 신진서 九단          | 딩하오 九단          | 242수 백 불계승  |      |

결과 : 대한민국 우승(7승 4패), 중국 2위(6승 5패), 일본 3위(1승 5패)